# Michael Heiks
Michael Heiks (* 31. August 1954 in Halberstadt) ist ein deutscher Journalist und Filmproduzent.

## Leben
Michael Heiks studierte an der Universität Münster Politikwissenschaften, Publizistik, Geschichte und Volkswirtschaft und wurde dort 1982 mit einer Arbeit über die WDR-Hörfunksendung Das Morgenmagazin promoviert.
Nach mehreren beruflichen Stationen im öffentlich-rechtlichen Rundfunk (Redakteur beim WDR, Hauptreferent, Bereichsleiter Fernsehen und schließlich seit 1988 Direktor beim NDR in Schleswig-Holstein) wechselte  er 1993 als Programmdirektor zum privaten Radio NRW.
Schließlich machte er sich als Film- und Fernsehproduzent selbständig:
- Von 2002[7] bis 2007[8] war Heiks gemeinsam mit Sabine Christiansen Geschäftsführender Gesellschafter bei der TV 21 in Berlin, die die Fernsehsendung Sabine Christiansen produzierte.
- Seit 1997 ist Heiks Geschäftsführender Gesellschafter der TV Plus in Hannover, die u. a. für den NDR die Spiel- und Lotteriegewinnshow  Bingo! produziert.

## Filmografie (Auswahl)
- 2007: Nichts als Gespenster
- 2012: Der Tag der Norddeutschen (Fernsehdokumentation)
- 2014: The Forecaster, Die Geschichte von Martin Armstrong (Dokumentarfilm)
- 2014: Deutschland. Dein Tag (Dokumentarfilm, ARD)
- 2016: Botticelli Inferno (Dokumentarfilm)